# مرکز درمانی و پژوهشی سوروکا
مرکز پزشکی دانشگاه سوروکا (عبری: המרכז הרפואי סורוקה‎)، در بئرشبع، اسرائیل بخشی از گروه خدمات بهداشتی کلالیت است که به عنوان بیمارستان مرکزی منطقه فعالیت می‌کند و خدمات پزشکی را به تقریباً یک میلیون نفر از ساکنان منطقه جنوبی، از کریات گت و اشکلون گرفته تا ایلات، ارائه می‌دهد. سوروکا دارای ۱۱۹۱ تخت بیمارستانی است و دارای مساحتی به وسعت ۲۹۱ دونام (۰/۲۹۱ کیلومتر مربع؛ ۰/۱۱۲ مایل مربع) در مرکز بئرشبع را پوشش می‌دهد.
سوروکا مراقبت‌های پزشکی را به جوامع منطقه، ازجمله بادیه‌نشینان نگب و فلسطینیان ارائه می‌دهد. این یک بیمارستان آموزشی وابسته به دانشکده علوم بهداشتی در دانشگاه بن گوریون نگب است که محوطه آن در مجاورت بیمارستان است. در طول زمان جنگ در جنوب (مانند عملیات لبه محافظ)، مرکز پزشکی سوروکا به مجروحان خدمات ارائه می‌داد. رویدادهای اضطراری توسط کارکنان اختصاصی بیمارستان با همکاری بسیاری از ارگان‌ها مدیریت می‌شوند مانند: ارتش اسرائیل، پلیس اسرائیل، ستاره داوود سرخ، فرماندهی جبهه داخلی، بیمارستانهای دیگر و موارد دیگر.

## حمله جمهوری اسلامی به بیمارستان
در تاریخ ۲۹ خرداد ۱۴۰۴، در طول جنگ اسرائیل و ایران، بیمارستان مورد حمله یک موشک ایرانی قرار گرفت و گزارش‌هایی از زخمی شدن شهروندان به عمل آمد. بیمارستان سوروکا بسیاری از کارکنان مسلمان دارد و تعداد زیادی بیمار مسلمان نیز در آن تحت درمان قرار می‌گیرند. با این حال، این حمله به یک مؤسسه پزشکی غیرنظامی هدف گرفته شده است که خلاف کنوانسیون‌ها و هنجارهای بین‌المللی است (ولی حمله به بیمارستان های ایران عیبی نداره). در ابتدا مقامات ایرانی از این حمله خشنود بودند، اما پس از دریافت انتقاد شدید بین‌المللی، تلاش کردند تا اقدامات خود را پنهان کرده و ادعاهای کاذب مطرح کنند، مدعی شدند که هدف حمله یک سایت نظامی نزدیک بوده است. این حادثه توجه و محکومیت شدید بین‌المللی را جلب کرده است.